# Лайонел Льюїс
Лайонел Льюїс (англ. Lionel Lewis; 16 грудня 1982, Сінгапур) — сінгапурський футболіст, який грав на позиції воротаря. Відомий за виступами в низці сінгапурських клубів та у складі національної збірної Сінгапуру.

## Клубна кар'єра
Лайонел Льюїс розпочав займатися футболом у національній футбольній академії Сінгапуру. У професійному футболі дебютував у 2001 році в клубі «Гейланг Юнайтед», у складі якого став чемпіоном Сінгапуру. У 2003 році футболіст перейшов до складу клубу «Янг Лайонс». У 2005 році Льюїс перейшов до клубу «Гоум Юнайтед». у складі цієї команди він двічі став володарем Кубка Сінгапуру. У 2012 році Лайонел Льюїс завершив виступи на футбольних полях.

## Виступи за збірні
У 2002 році Лайонел Льюїс дебютував у складі національної збірної Сінгапуру. у складі збірної брав участь у чемпіонаті АСЕАН з футболу та Іграх Південно-Східної Азії, а в 2006 році у футбольному турнірі Азійських ігор. у складі збірної футболіст грав до 2011 року, та зіграв у її складі 73 матчі.